# Julen Aguinagalde
Julen Aguinagalde (Irun, 1982. december 8. –) világbajnok spanyol kézilabdázó.

## Sikerei díjai
- Spanyol bajnok: 2010–11
- Spanyol kupagyőztes: 2008–09, 2011–12
- Lengyel bajnok: 2014, 2015, 2016, 2017, 2018
- Lengyel kupagyőztes: 2014, 2015, 2016, 2017, 2018
- EHF-bajnokok ligája-győztes: 2015–16

Egyéni
- Legjobb játékos Liga ASOBAL 2009–10
- Legjobb játékos Liga ASOBAL 2011–12
- A 2012-es olimpiai torna All Star csapatának tagja
- A 2013-as világbajnokság All Star csapatának tagja